# Kenji Yamamoto (calciatore)
Kenji Yamamoto (Prefettura di Yamanashi, 28 agosto 1965) è un ex calciatore giapponese, di ruolo difensore.